# Yves Ballu
Pour les articles homonymes, voir Ballu.
Yves Ballu, né le 4 février 1943, est un écrivain français spécialisé dans l'histoire de l'alpinisme.

## Biographie
Ingénieur, docteur ès sciences, Yves Ballu a été directeur de la communication au Commissariat à l'énergie atomique (CEA). Mais il est surtout connu pour ses ouvrages sur la montagne et l'alpinisme. Il a été « conseiller Montagne » au ministère de la Jeunesse et des Sports.

## Ouvrages
- L'Épopée du ski, Arthaud, 1981, en 2014 : nouvelle maquette, nouvelle couverture, nouvelles illustrations, corrections du texte et ajout d'un chapitre.
- Les Alpinistes, Arthaud, 1984.

Prix Louis-Castex de l’Académie française
- Gli Alpinisti-Les Alpinistes (album de caricatures avec Jean-Loup Benoit), Filmfestival internazionale montagna esplorazione "città di Trento", 1985.
- Le mont-Blanc, Arthaud, 1986.
- À la conquête du mont-Blanc, coll. « Découvertes Gallimard / Histoire » (no 5), Paris : Gallimard, 1986.
- Les Alpes à l'affiche, Glénat, 1987.
- Ski rétro, Horvath, 1988.
- L'Hiver de glisse et de glace, coll. « Découvertes Gallimard / Culture et société » (Liste des volumes de « Découvertes Gallimard » (1re partie)|no 127), Paris : Gallimard, 1991.
- Gaston Rébuffat, une vie pour la montagne, Hoëbeke, 1996.
- Les Alpinistes, Glénat, 1997.
- Le Mont Blanc, temple de l'alpinisme, Éditions du Dauphiné Libéré, 1997.
- Naufrage au mont-Blanc, l'affaire Vincendon et Henry, Glénat, 1997 ; Glénat, éditions Paulsen, 2017 : nouvelle édition enrichie de 370 documents et d'une préface de Claude Dufourmantelle et d'une postface de Jean Henry.
- Drus, Montenvers et Mer de Glace, Hoëbeke, 2002.
- De Mélusine à Minatec, Éditions du Dauphiné Libéré, 2003.
- Mourir à Chamonix (roman), Glénat, 2006.
- La Conjuration du Namche Barwa (roman), Glénat, 2008.
- Le Montenvers, écrin de la Mer de glace, Éditions du Dauphiné Libéré, 2008.
- L'Impossible Sauvetage de Guy Labour, Glénat, 2010.
- Montagne, Arthaud, 2010.
- Gaston Rébuffat, la montagne pour amie, Hoëbeke, 2011.
- Petite bibliothèque... du montagnard, Flammarion, coll. « Champs - Classiques », 2013.
- 100 000 dollars pour l'Everest (roman), Les Éditions du Mont-Blanc, 2013.
- La montagne sous presse, 200 ans de drames et d'exploits, Les Éditions du Mont-Blanc, 2018.
- La possibilité du vide (roman), Glénat, 2021.